# Sorafenib
Sorafenib (BAY 43-9006) – organiczny związek chemiczny, lek wprowadzony przez firmę Bayer pod nazwą Nexavar do leczenia zaawansowanego raka nerki i raka wątrobowokomórkowego. Sorafenib jest inhibitorem licznych kinaz (ang. multikinase inhibitor): kinazy Raf, receptora PDGFβ (PDGFRβ), receptorów VEGF typu 1, 2 i 3, kinazy tyrozynowej podobnej do białka FMS (kinazy Flt-3) oraz białka C-KIT i kinazy tyrozynowej RET. Jako jedyny z nowych leków będących inhibitorami kinaz białkowych hamuje jednocześnie szlaki kinaz Raf, Mek i Erk. Sorafenib 20 grudnia 2005 został dopuszczony przez FDA do stosowania w Stanach Zjednoczonych, a 19 lipca 2006 otrzymał zezwolenie do wprowadzenia na rynek Unii Europejskiej.
Duże randomizowane badanie kliniczne z podwójną ślepą próbą TARGET, obejmujące 903 pacjentów z zaawansowanym rakiem nerkowokomórkowym wykazało, że średni czas przeżycia bez postępu choroby pacjentów leczonych sorafenibem wyniósł 5,5 miesiąca w porównaniu z 2,8 miesiąca u pacjentów, którzy otrzymywali placebo. Odpowiedzi na leczenie poszczególnych pacjentów były dużo lepsze.
W październiku 2007 roku firmy Bayer HealthCare AG i Onyx Pharmaceuticals ogłosiły, że Europejski Komitet ds. Produktów Leczniczych Stosowanych u Ludzi wydał pozytywną opinię na temat stosowania preparatu Nexavar w postaci doustnej w terapii zaawansowanego raka wątrobowokomórkowego. Wykazano, że lek wydłuża przeżycie całkowite u chorych na raka wątrobowokomórkowego. Przeżycie całkowite u chorych leczonych sorafenibem wynosiło 10,7 miesięcy, a u leczonych tylko placebo wynosiło 7,9 miesięcy.
W Polsce leczenie sorafenibem jest refundowane ze środków publicznych zarówno w leczeniu raka nerki i raka wątrobowokomórkowego.